# Gib’s ihm, Chris!
Gib’s ihm, Chris! (Originaltitel: Let Him Have It) ist ein britisches Filmdrama aus dem Jahr 1991. Der Film basiert auf den wahren Ereignissen um den Fall des Derek Bentley, der 1953 im Alter von 19 Jahren für einen Mord an einem Polizisten hingerichtet wurde, den ein Komplize von ihm begangen hatte. Der Fall gilt als einer der größten Justizirrtümer der britischen Kriminalgeschichte. Christopher Eccleston gelang in der Hauptrolle sein Durchbruch als Schauspieler.

## Handlung
Der geistig zurückgebliebene Derek Bentley begeht gemeinsam mit dem 16-jährigen Kleinkriminellen Christopher Craig am 2. November 1952 einen Einbruch in ein Südlondoner Kaufhaus. Bentley war mit einem Messer und einem Schlagring bewaffnet und Craig trug einen Revolver bei sich. Während des Einbruchs wurden beide beobachtet und die Polizei benachrichtigt. Bei der Festnahme rief Bentley seinem Begleiter „Gib’s ihm, Chris!“. Craig eröffnete das Feuer und verwundete einen Polizisten und tötete einen anderen. Als seine Munition ausging, sprang er vom Dach und wurde schwer verletzt verhaftet. Bentley und Craig wurden wegen Mordes am Polizisten angeklagt. Da Craig noch minderjährig war, musste er kein Todesurteil befürchten.
Bentley war hingegen volljährig. Obwohl er sich zum Zeitpunkt der Tötung des Polizisten bereits in Polizeigewahrsam befand und er nur über eine unterdurchschnittliche Intelligenz verfügte, wurde er als Komplize des Mordes für schuldig befunden. Unklar blieb, was Bentley seinem Komplizen mit „Gib’s ihm, Chris!“ sagen wollte. Obwohl er durchaus als Aufruf zum Feuern auf den Polizisten interpretiert werden konnte, war es auch möglich, dass er Craig überzeugen wollte, dem Polizisten („him“) die Waffe zu überlassen und sich zu ergeben. Trotz der unklaren Beweislage wurde Bentley zum Tod durch den Strang verurteilt und am 28. Januar 1953 durch Englands Henker Albert Pierrepoint im Londoner Gefängnis von Wandsworth hingerichtet. Craig erhielt aufgrund seiner Minderjährigkeit eine geringere Strafe und wurde nach zehn Jahren aus dem Gefängnis entlassen.
Die Zweifel an den ballistischen Untersuchungen, Bentleys psychische Defizite und die Tatsache, dass er selbst nicht am Mord beteiligt gewesen war, führten zu scharfen Protesten gegen das Urteil. Nach der Hinrichtung organisierte Bentleys Schwester Iris eine Kampagne mit dem Ziel der posthumen Begnadigung Bentleys.

## Hintergrund
Zum Zeitpunkt der Entstehung des Films galt Bentley immer noch als verurteilter Mörder. Erst 1993 erreichte Bentleys Schwester Iris dessen posthume Begnadigung. Eine offizielle Überprüfung des Urteils begann erst 1997. Am 30. Juli 1998 wurde das Urteil gegen Derek Bentley revidiert und er von Richter Bingham freigesprochen. Bentley Eltern waren jedoch bereits in den 1970er Jahren verstorben. Auch seine Schwester Iris erlebte die Aufhebung des Urteils nicht mehr. Sie starb am 22. Januar 1997 an den Folgen einer Krebserkrankung im Alter von 64 Jahren.

## Rezeption
Die Kritiken fielen überwiegend positiv aus. So weist Rotten Tomatoes die hohe Durchschnittswertung von 92 % aus.
Das Lexikon des internationalen Films lobte Medaks Film als eindrucksvolles Plädoyer gegen die Todesstrafe:

„Einen authentischen Fall aufgreifendes eindrucksvolles Plädoyer gegen die Todesstrafe. Atmosphärisch dicht in der Zeichnung des gesellschaftlichen und familiären Hintergrundes und differenziert in der Charakterzeichnung.“

Der Kritiker des The Austin Chronicle hob die exzellenten Leistungen der Darsteller hervor:

„The entire cast here is excellent, from Eccleston’s Derek to Bell’s confused father to Reynold’s manic Chris. Every moment of Medak’s film rings true, like the knelling of an executioner’s bell, and though the end result is a shocking and depressing wallop to your sensibilities, there’s no doubt that Let Him Have It will stick in your memory for years to come, just as a triumph like this should.“

Roger Ebert vergab die hohe Wertung von 3,5 Sternen und lobte die Darstellungen von Christopher Eccleston und Tom Courtenay.
Kritischer sahen die Rezensenten der The Washington Post Medaks Film. So schrieb Desson Howe der Film sei „wenig ergreifend“ und für ein derartig aufsehenerregendes Thema ziemlich „harmlos“. Howes Kollege Hal Hinson lobte zwar Ecclestons „raffiniertes“ Schauspiel und hob auch die Szenen mit Eccleston und Clare Holman als Bentleys Schwester hervor. Der Rest des Films nach der Verhaftung sei im Vergleich zur ersten Hälfte jedoch ziemlich „blass“. Daher sei der Film auch nur „zur Hälfte gut“.